# Файв
Файв (на английски: Five в превод Пет) е английска мъжка група създадена през 1997 година с членове Шон Конлън, Ричи Невил, и Скот Робинсън. Групата е била известна най-вече като петорката, състояща се от Робинсън, Невил, Конлън, Ей Би Зет Лав и Джейсън „Джей“ Браун. Петорката се радваше на забележителен успех в световен мащаб, особено в Обединеното кралство и повечето страни в Европа и Азия. Имат продадени 1,5 милиона албума и 2 милиона сингли във Великобритания. Те се разделят на 27 септември 2001 г., след продажба от 20 милиона копия в целия свят.
Групата се събира отново през септември 2006 г., но без Шон Конлън. През май 2007 г. само 8 месеца след реформиране то си те се разделят отново поради не достатъчно изгоден договор за албум.

## Дискография

### Студийни албуми
- 5ive (1998)
- Invincible (1999)
- Kingsize (2001)
- Time (2022)

### Компилации
- Greatest Hits (2001)

### Сингли
- Slam Dunk (Da Funk) (1997)
- When the Lights Go Out (1998)
- Got the Feelin' (1998)
- Everybody Get Up (1998)
- It's the Things You Do (1998)
- Until the Time Is Through (1998)
- If Ya Gettin' Down (1999)
- Keep On Movin' (1999)
- Don't Wanna Let You Go (2000)
- We Will Rock You (2000)
- Let's Dance (2001)
- Closer to Me (2001)
- Rock the Party (2001)
- Shangri-La (2021)
- Making Me Fall (2021)
- Reset (2021)
- Warm Light (2021)
- Time (2021)

## Турнета
- 5ive in Tour (1998–1999)
- Invincible Tour (2000)
- The Big Reunion (2013)
- 5ive Greatest Hits Tour (2013)
- The Big Reunion Boy Band Tour (2014)
- Loud and Intimate Tour (2015)
- 5ive Tour (2016)